# Pepin z Landen
Pepin z Landen zwany również Pepinem Starszym (ur. ok. 580, zm. 21 lutego 640) – majordom Austrazji za czasów Merowingów: Chlotara II, Dagoberta I i Sigeberta III, święty Kościoła katolickiego.
W 613 wraz z Arnulfem z Metzu doprowadził do osadzenia na frankijskim tronie Chlotara II.
Pepin został pochowany w Landen, później jego ciało przeniesiono do Nivelles. Czczony jako święty początkowo w Brabancji, później jego imię znalazło się w litanii o wszystkich świętych i w martyrologium.
Był żonaty z Idubergą. Z tego małżeństwa pochodzili:
- św. Bawo (Allowin) (ok. 589–654), uznawany za syna Pepina według legendy[2].
- Grimoald I (616–656), który został majordomem Austrazji po śmierci ojca,
- św. Bega (620–695), żona Ansegizela, syna Arnulfa z Metzu,
- św. Gertruda (626–659), przeorysza klasztoru w Nivelles, patronka miasta Landen.

Poprzez swoją córkę Beggę Pepin Starszy był dziadkiem Pepina Młodszego i przodkiem Karola Wielkiego.